# Palazzo di Aiete
Il Palazzo di Aiete (Palacio de Ayete in spagnolo, Aieteko jauregia in basco) è una storica residenza neoclassica situata nel quartiere di Aiete della città di San Sebastián nei Paesi Baschi in Spagna.

## Storia
Di ispirazione neoclassica, il palazzo venne commissionato dai duchi di Bailén nel 1878 e venne progettato dall'architetto francese Adolfo Ombrecht.
Sino alla costruzione del Palazzo di Miramar, completata nel 1893, il Palazzo di Aiete fu la residenza invernale dei re di Spagna nella città. Il 27 marzo 1889 ospitò inoltre Vittoria del Regno Unito.